# Kaple Panny Marie (Dolní Bradlo)
Kaple Panny Marie s hrobkou rodiny Rücklů v Dolním Bradle (části obce Horní Bradlo) v okrese Chrudim, je sakrální stavbou v pseudogotickém slohu a kulturní památkou. Leží na území farnosti Chotěboř v havlíčkobrodském vikariátu Královéhradecké diecéze. V diecézním schématismu má status filiálního kostela.

## Historie
Stavba začala v roce 1892 a v roce 1893 byla dokončena. Výstavbu kaple svěřila paní Růžena Rücklová, manželka majitele bradelské sklárny, Františku a Janu Schmoranzovým ze Slatiňan. Dne 30. srpna 1894 byly požehnány zvony pro věž.